# Liste der Fluggesellschaften in Liberia
Dies ist eine Liste der Fluggesellschaften in Liberia.

## Aktive Fluggesellschaften
- keine (Stand Ende 2021)

## Ehemalige Fluggesellschaften
Quelle: 
- Air Monrovia (2016)
- ADC Liberia (1993–1995)
- ADCV Liberia (unbekannt)
- Air Cargo Liberia (1991–1997)
- Air Cess (1995–2001)
- Air Liberia (1974–1990)
- Ales Airlines (1997–2001)
- Arax Airlines (1978–1990)

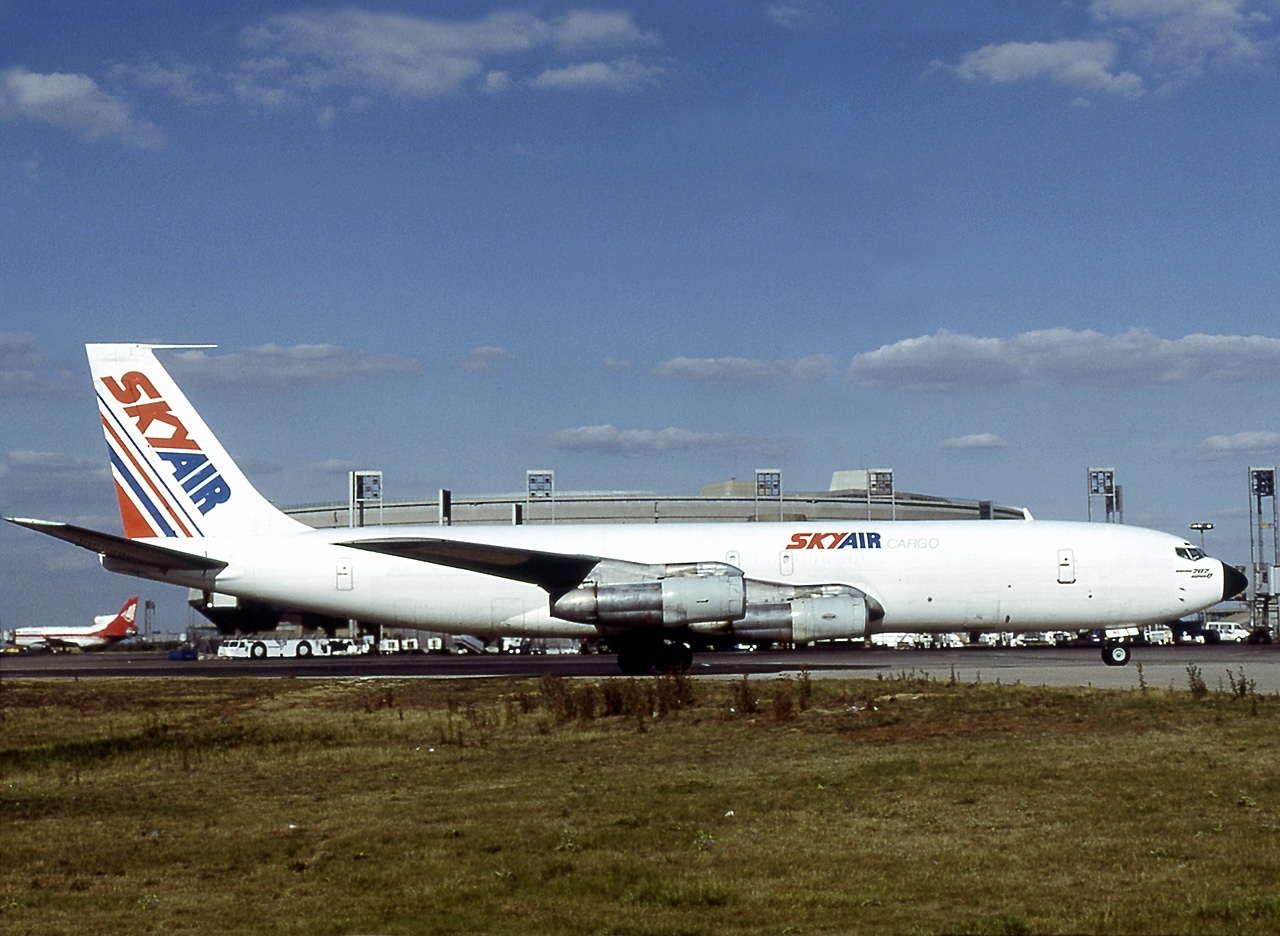
Flugzeug der Skyair Cargo

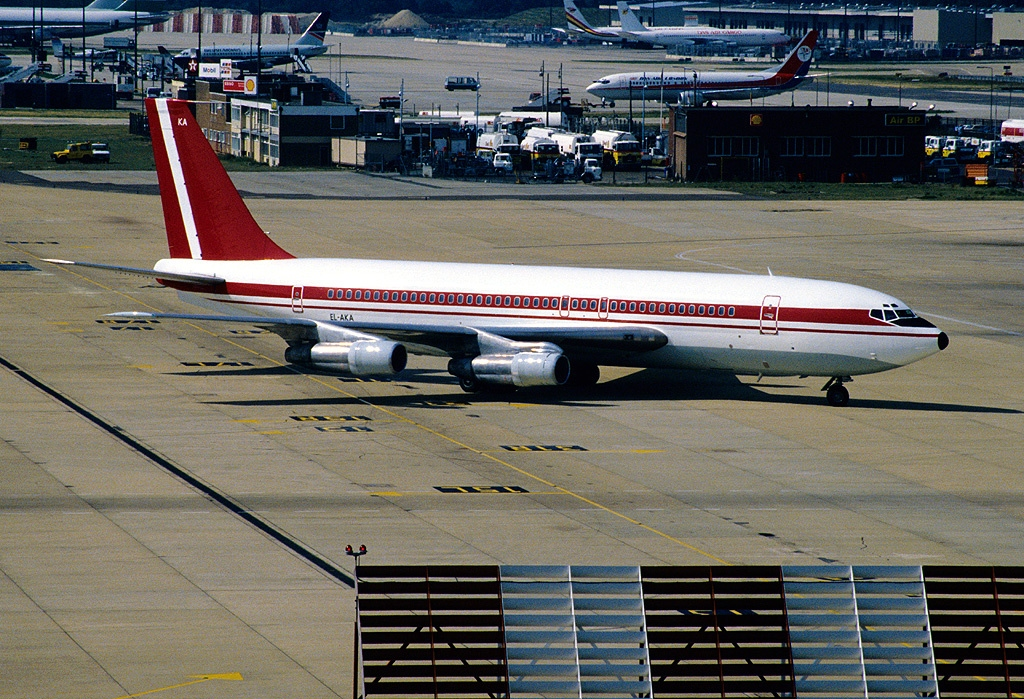
Flugzeug der Liberia World Airlines

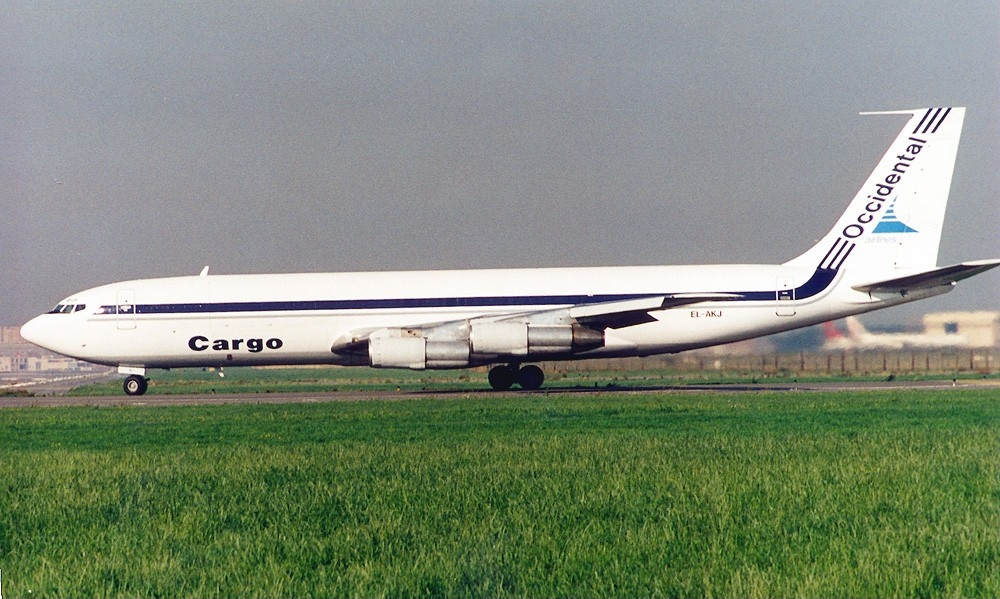
Flugzeug der Occidental Airlines

- Atlantic Aviation Services (2005–2006)
- Bridge Airlines (2005–2006)
- Cape Mount Air Transport (1960er)
- Coastal LWA (1982)
- Cougar Airways (1997)
- Ducor Air Transport (1973–1974)
- Interfly Ales Airlines (1997–2001)
- International Air Express (2003–2004)
- International Air Services (2004–2005)
- Ivic Air (1988–1989)
- Jet Cargo-Liberia (1982–2006)
- Liberian National Airlines (1952–1974)
- Liberavia (2002–2004)
- Liberia Air Cargo (unbekannt)
- Liberia Airways (1996–1998; 2006)
- Liberia World Airlines (1987–2001)
- Liberian International Airways (1954–1955)
- Liberian Overseas Airways (1983)
- Liberian National Airways (1948–1952)
- LoneStar Airways (1999–2006)
- Midair (2005)
- Occidental Airlines (1995–2006)
- Santa Cruz Imperial (1996–1999)
- SATCO (2003–2006)
- Satgur Air Transport (2003–2006)
- Simon Air (1998–2001)
- Sky Air Cargo (1988–1989)
- SkyAir Cargo (1994–2000)
- Trans Africa Airways (1964)
- Transway Air International (1989–1994)
- Weasua Air Transport (1993–2006)
- West Africa Air Services (2000–2002)